# معضل بزرگ
معضل بزرگ (ایتالیایی: La gatta da pelare) یک فیلم کمدی ایتالیایی به کارگردانی پیپو فرانکو است که در سال ۱۹۸۱ منتشر شد.

## گزیدهٔ بازیگران
- پیپو فرانکو
- ژانت اوگرن
- دانیلا پوجی
- توچو موزومچی
- اورسو ماریا گوئرینی
- ناندو پائونه
- کلارا کولوسیمو
- جانکارلو ماگالی
- جوزپه د رُزا
- آدریانا جوفره
- کارلا مانچینی
- ریتا لیوزی